# Tauno Jaskari
Tauno Antero Jaskari (ur. 1 czerwca 1934 w Nurmo) – fiński zapaśnik walczący głównie w stylu wolnym. Czterokrotny olimpijczyk. Piąty w Rzymie 1960. Odpadł w eliminacjach w Helsinkach 1952, Melbourne 1956 i Tokio 1964. Walczył w kategorii 57 – 63 kg.
Zdobył trzy medale na mistrzostwach świata, w tym srebrne w 1957 i 1959. Czwarty na mistrzostwach Europy w 1966. Wicemistrz nordycki w 1963 roku.
Jest synem Aatosa Jaskariego, zapaśnika, medalisty olimpijskiego z Los Angeles 1932.